# حديقة بولينغ غرين باي الوطنية
بولينغ غرين باي هي حديقة وطنية في ولاية كوينزلاند، أستراليا، 1103 كم شمال غرب بريزبان.